# Мечеть аль-Хакима
Мече́ть аль-Хаки́ма (араб. الجامع الانور‎) — мечеть в Каире. Расположена недалеко от ворот Баб аль-Футух. Вторая по величине мечеть эпохи Фатимидов. В разное время мечеть использовалась как тюрьма, конюшня, завод, музей, школа и футбольное поле.

## История
Мечеть названа в честь фатимидского халифа и одновременно исмаилитского имама аль-Хакима. Заложенная в 990 году, закончена в период его правления в 1012 году. Первоначально находилась снаружи закрытого города Бадр аль-Гамали, но была обнесена крепостной стеной при очередной реконструкции укреплений.
Во времена Салах ад-Дина в мечети содержались пленные крестоносцы и располагалась конюшня. В период французской оккупации в мечеть была превращена в склад оружия и припасов. После провозглашения Республики Египет во время правления президента Гамаля Абделя Насера мечеть была переоборудована в школу. В качестве религиозного объекта вновь стала использоваться после реставрации, проведённой в 1980-х годах.
Минареты мечети считаются самыми старейшими минаретами Египта. Высота северного минарета составляет 33,7 метра, а южного — 24,7 метра.

## Архитектура
Архитектура мечети построена в соответствии с ранней исламской архитектурой мечетей Ибн Тулуна (по форме) и аль-Азхара (по пространственной конфигурации). Основной материал здания — кирпич, минареты выполнены из камня.
Вокруг центрального двора располагается четыре молитвенных зала, крупнейший из которых направлен в сторону Мекки (кибла). Вход в мечеть имеет уникальное оформление в виде массивного выступающего каменного крыльца. Внутри над входом располагается табличка с именем аль-Хакима. Пол мечети выложен полированным мрамором.